# Tragopogon capitatus
Tragopogon capitatus là một loài thực vật có hoa trong họ Cúc. Loài này được S.A.Nikitin miêu tả khoa học đầu tiên.